# Pfarrkirche St. Peter bei Taggenbrunn

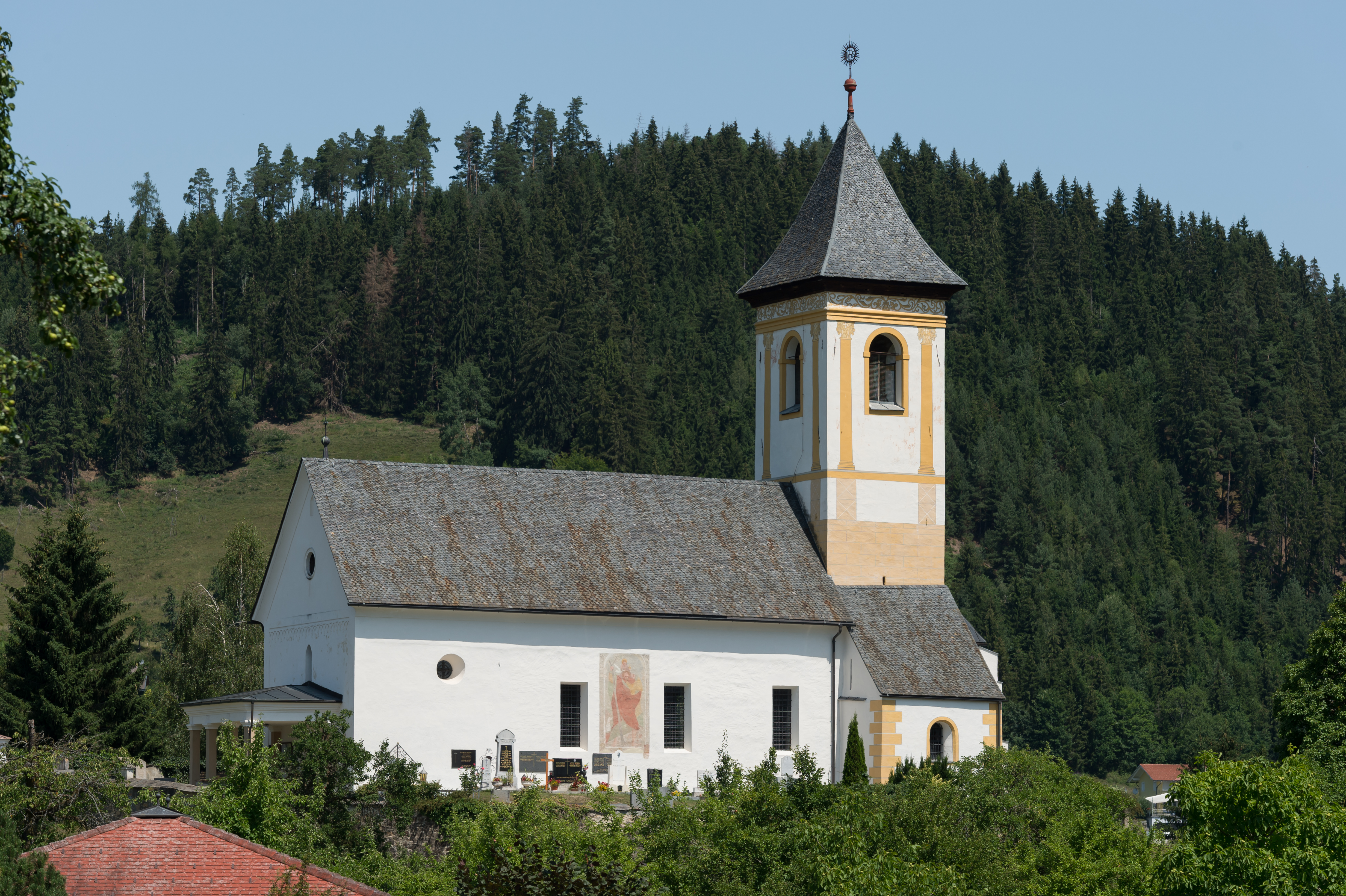
Pfarrkirche St. Peter bei Taggenbrunn

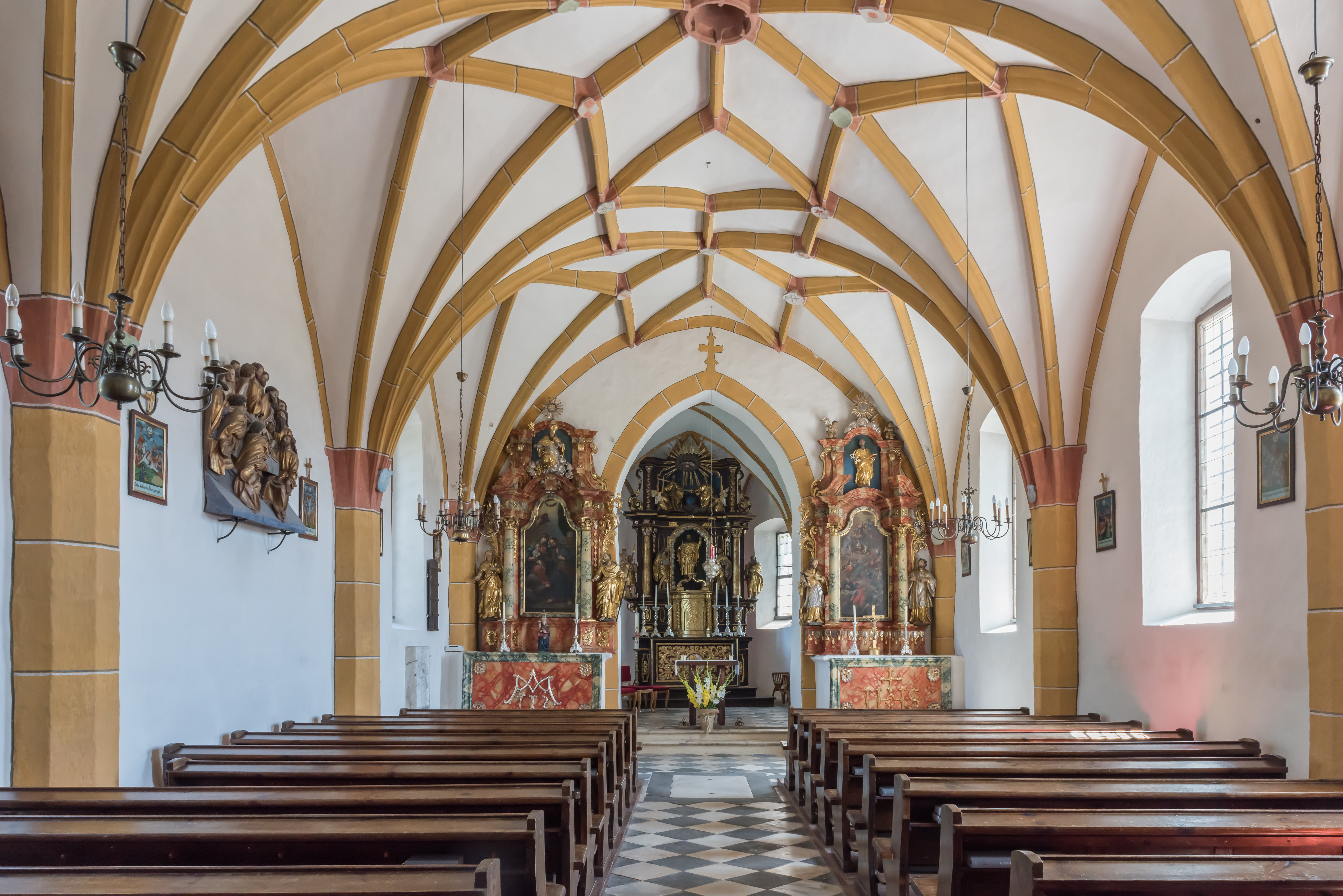
Innenansicht

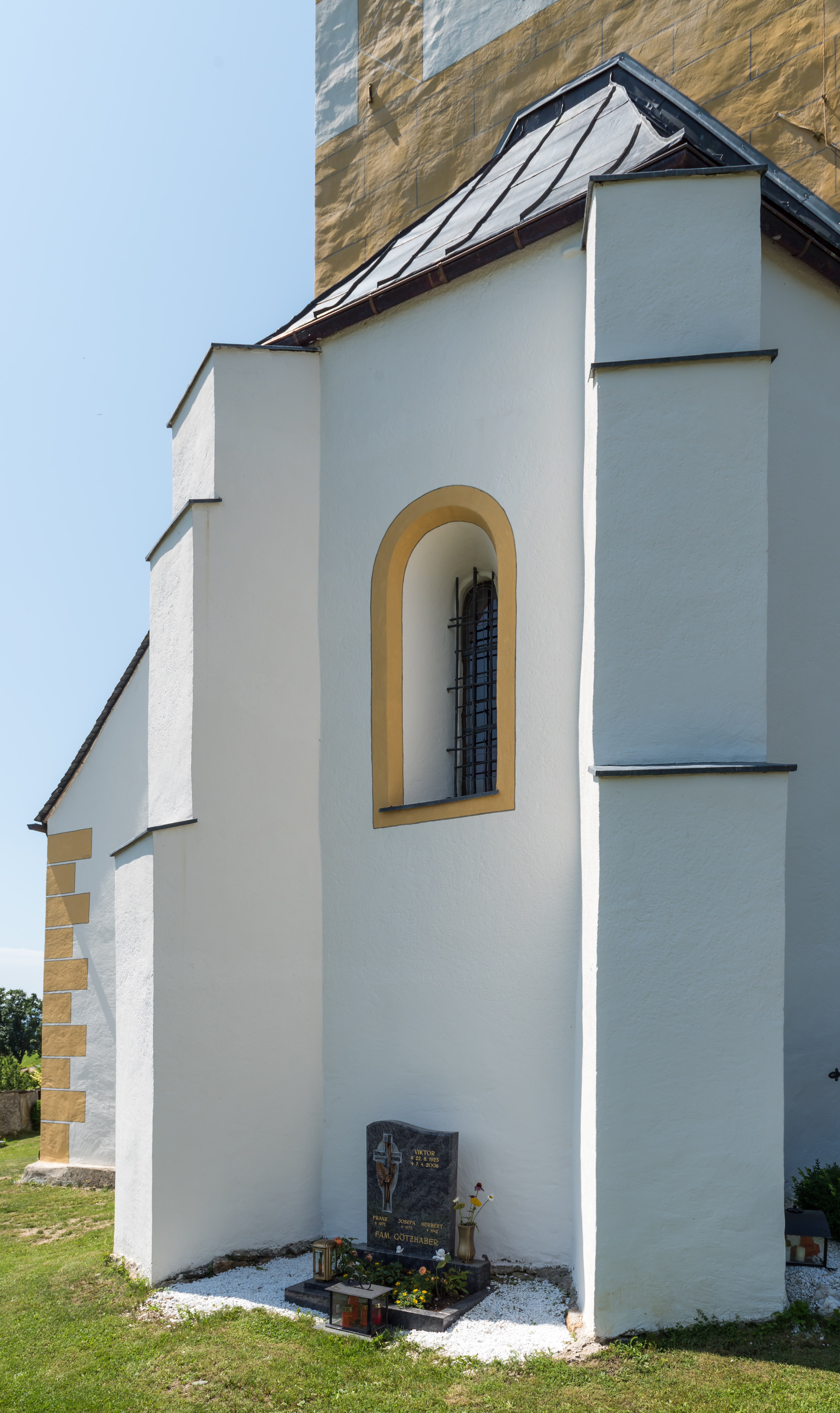
Spätgotischer Chorschluss

Die römisch-katholische Pfarrkirche St. Peter bei Taggenbrunn steht in der Gemeinde St. Georgen am Längsee. Sie wurde erstmals 860 und 927 urkundlich erwähnt.

## Baubeschreibung
Die romanische Chorturmkirche wurde im 16. Jahrhundert mit einem spätgotischen Gewölbe (um 1521) und Chorschluss versehen. In der ersten Hälfte des 19. Jahrhunderts wurde die Kirche erhöht und um ein Joch verlängert. Das Glockengeschoß des Turmes, der flache, geschweifte Turmhelm und die biedermeierliche Turmfassade mit gemaltem Pilasterdekor stammen aus der ersten Hälfte des 19. Jahrhunderts. Im Bereich der Empore ist der originale, gotische Außenputz erhalten. Das Wandgemälde des heiligen Christophorus entstand in der zweiten Hälfte des 16. Jahrhunderts. Das westliche, gotische Kielbogenportal wird von einem Vordach mit schlanken, viereckigen Pfeilern geschützt.
Über den drei ursprünglichen Jochen des Langhauses erhebt sich ein Sternrippengewölbe auf polygonalen Pfeilervorlagen. An den Rippenschnittpunkten sind Tartschen angebracht, die zum Teil Meisterzeichen aufweisen. Das mit „1521 P. S.“ bezeichnete Meisterzeichen ist das des Meisters, der 1517 in St. Walburgen, 1521/1521 in Maria Feicht, 1523 in der Pfarrkirche Grades, in der Filialkirche St. Wolfgang und in der Schloßkapelle Eberstein, 1524 in St. Urban, 1536 in St. Georgen am Weinberg und 1538 in St. Margareten ob Töllerberg tätig war. Im westlichen Langhausjoch steht eine dreiachsige, zweijochige Westempore mit einem Platzlgewölbe unter einem Tonnengewölbe mit Stichkappen. Die flachbogigen Fensteröffnungen stammen aus dem späten 18. oder dem frühen 19. Jahrhundert. Ein spitzbogiger Triumphbogen verbindet das Langhaus mit dem quadratischen Chorturmjoch. Über dem Chorturmjoch und dem Dreiachtelchorschluss erhebt sich ein Kreuzgratgewölbe des 13./14. Jahrhunderts. Von der Chorsüdwand führt ein Spitzbogenportal in die spätgotische, kreuzgratgewölbte Sakristei.

## Einrichtung
Auf dem Hochaltar des 17. Jahrhunderts steht eine Statue des heiligen Petrus aus dem zweiten Viertel des 17. Jahrhunderts, die anderen Statuen stammen aus dem 18. Jahrhundert. Die beiden Seitenaltäre aus der Mitte des 18. Jahrhunderts mit geschnitzten Antependien werden der Werkstatt Johann Pachers zugeschrieben. Das um 1520/1525 geschnitzte Relief des Letzten Abendmahls an der Langhausnordwand stammt aus dem Kreis des Meisters von Rabenden. Die Kreuzwegbilder aus der Mitte des 19. Jahrhunderts sind Hinterglasbilder. Das Weihwasserbecken ist mit „1647 IHS“ bezeichnet. In der Kirche befindet sich die Wappengrabplatte der Gertraut Mazigon († 1645). Die Kirche besitzt drei Fastentücher mit den Darstellungen einer Kreuzigung (vermutlich aus dem 17. Jahrhundert), der Geißelung und der Dornenkrönung (beide aus dem 18. Jahrhundert).